# Hellmuth Reymann

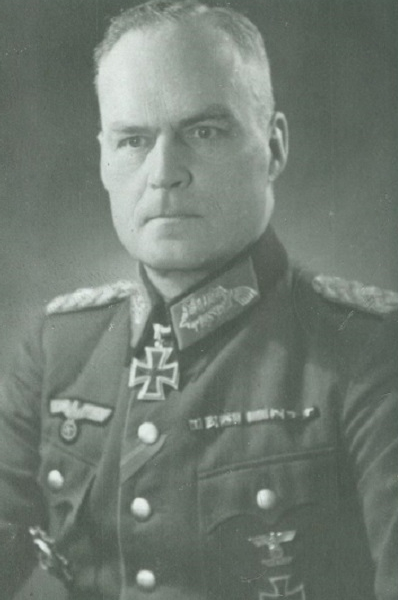
Hellmuth Reymann, zwischen 1942 und 1945

Hellmuth Reymann (* 24. November 1892 in Neustadt in Oberschlesien; † 8. Dezember 1988 in Garmisch-Partenkirchen) war ein deutscher Generalleutnant im Zweiten Weltkrieg.

## Leben
Hellmuth Reymann trat am 22. März 1912, aus dem Kadettenkorps kommend, als Leutnant ohne Patent (Patent zum 22. Juni 1912) in das 3. Oberschlesische Infanterie-Regiment Nr. 62 der Preußischen Armee ein. Er nahm am Ersten Weltkrieg, u. a. als Bataillons- und Regimentsadjutant teil und wurde mit beiden Klassen des Eisernen Kreuzes sowie dem Ritterkreuz des Königlichen Hausordens von Hohenzollern mit Schwertern ausgezeichnet. Nach Kriegsende schied Reymann aus dem Militärdienst und trat im November 1920 zur Polizei über.
Von 1922 bis 1928 war er Lehrer an der Polizeischule Frankenstein. Anschließend war er bis 1932 in der Polizeiverwaltung Elberfeld tätig. Von 1933 bis 1935 war er Lehrer an der Polizeischule Potsdam-Eiche. Bei der Polizei stieg Reymann bis zum Polizeimajor auf. Im Zuge der Aufrüstung der Wehrmacht trat Reymann am 15. September 1935 mit dem Dienstgrad Major in das Heer ein.
Anfang Oktober 1936 zum Oberstleutnant befördert, hatte er nach seiner Kommandierung als Lehrer an die Kriegsschule Dresden ab November 1938 das Kommando über das neu aufgestellte Grenzinfanteriebataillon 126 (Ottweiler) bei dem Grenzinfanterieregiment 125 übernommen. In dieser Dienststellung wurde er bereits im Juni 1939 zum Oberst befördert und führte das Bataillon auch nach der Umbenennung in Infanteriebataillon 126 weiter. Am 1. November 1939 übernahm er das Infanterie-Regiment 205 der 52. Infanterie-Division, die am Frankreichfeldzug teilnahm und später an die Ostfront verlegt wurde. Als Oberst vertrat Reymann im September 1942 den Kommandeur der 254. Infanterie-Division, Generalleutnant Friedrich Köchling.
Mit der Beförderung zum Generalmajor übernahm er von Oktober 1942 an das Kommando über die 212. Infanterie-Division. Die Division beteiligte sich unter seiner Führung an der Leningrader Blockade und nachfolgend in den Gefechten im Januar 1943 bei Nowgorod.
Anfang April 1943 wurde er zum Generalleutnant befördert. Von Ende Juni 1943 bis Mitte August 1943 wurde er durch Oberst Herbert Wagner als Divisionskommandeur vertreten. Ab Oktober 1943 führte Reymann bis zur Auflösung im April 1944 die 13. Luftwaffen-Felddivision, welche im Oktober 1943 von der Luftwaffe an das Heer an die Ostfront überstellt und Anfang 1944 bei Leningrad aufgerieben wurde.
Von Anfang April 1944 bis Mitte November 1944 übernahm er von Generalleutnant Karl Burdach die 11. Infanterie-Division, welche sich im Januar 1944 auch an der Leningrader Blockade beteiligt hatte. Mit der Division zog er sich von Narva aus über Estland in das Kurland zurück und nahm an der ersten und zweiten Kurlandschlacht teil. Anschließend wurde er in die Führerreserve versetzt.

Anfang März 1945 lehnte er, gerade in Dresden, die telefonische Ernennung zum Kampfkommandanten von Dresden durch General Wilhelm Burgdorf mit den Worten ab: „Sagen Sie ihm [Hitler], daß es hier nichts zu verteidigen gibt, außer Trümmer“. Eine Stunde später erhielt er das Kommando zur Verteidigung von Berlin.

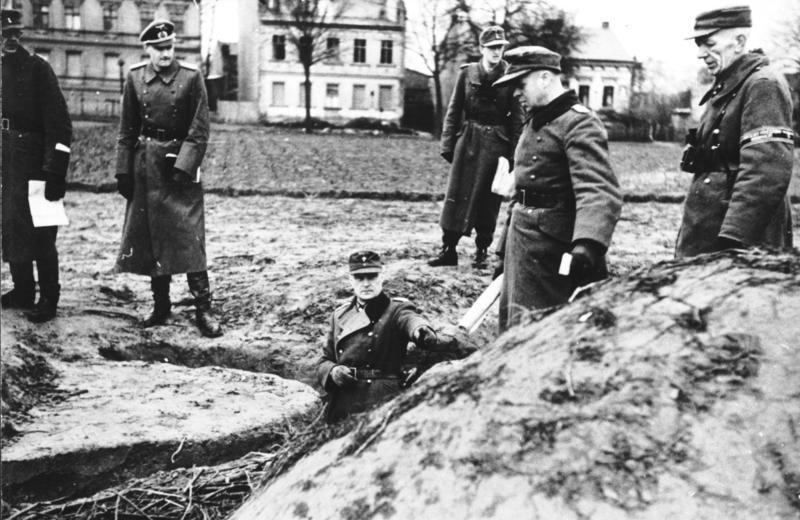
Generalleutnant Hellmuth Reymann (im Graben) bei der Inspektion eines MG-Stands mit Soldaten und Männern des Volkssturms des Abschnitts B, März 1945, Berlin.

 Von März bis April 1945 diente er als Kampfkommandant in der Schlacht um Berlin. Auf Veranlassung von Adolf Hitler ordnete er im Befehl vom 9. März 1945 an, Berlin „bis zum letzten Mann und zur letzten Patrone“ zu verteidigen (siehe Fall Clausewitz, die deutsche Verteidigungsstrategie für die Reichshauptstadt Berlin).
Nach diesem Befehl sollte ein Stellungssystem aufgebaut werden. In der Folge konnte er aber den Stellungsbau in Berlin nicht nennenswert voranbringen. Reymann forderte für die Verteidigung mehrfach 200.000 Mann. Ihm standen aber nicht einmal die Hälfte, zum Teil nur kampfunerfahrene Männer und Hitlerjungen, zur Verfügung.
Neben der 1. Flak-Division, welche im Luftkampf eingebunden war und keinen Bodenkampf unterstützen konnte, waren sechs Bataillone, zwei davon vom Volkssturm und ein Wachbataillon zur Verteidigung, zur Verfügung. Im Weiteren hatte er die Evakuierung der Hauptstadt gefordert, war aber am Veto Joseph Goebbels gescheitert.
Am 15. April wurde das Kommando über die Verteidigung der Reichshauptstadt von Hitler auf die Heeresgruppe Weichsel übertragen. Reymann traf sich daraufhin mit hochrangigen Vertretern. Albert Speer wies bei dieser Besprechung darauf hin, dass die Zerstörung der Infrastruktur einschließlich der Brücken nur militärischen, aber sonst keinen Nutzen hätte und Berlin um Jahre zurückwerfen würde. Generaloberst Gotthard Heinrici, Kommandeur der Heeresgruppe Weichsel, stimmte der Einschätzung zu und ergänzte, dass die Heeresgruppe ohnehin nicht in der Lage sei die Stadt freizukämpfen.
Reymann war in der Schlacht um Berlin damit handlungsunfähig, und Hitler löste ihn am 21. April 1945 als Kampfkommandant von Berlin durch den nur einen Tag eingesetzten Oberst Ernst Kaether ab. Reymann wurde daraufhin die Verteidigung der Südfront Berlins mit der Verteidigung von Potsdam übertragen.
Im Zuge der Cottbus-Potsdamer Operation wurde Ende April 1945 die von Reymann befehligte Armeeabteilung Spree (auch Korpsgruppe/Armeegruppe Spree oder Korpsgruppe/Armeegruppe Reymann oder Korpsgruppe Potsdam), welche der 12. Armee unterstellt war und am 25. April noch durch die RAD-Division Friedrich Ludwig Jahn verstärkt wurde, vom russischen Vorstoß aufgerieben. Bis dahin war der Stab zwischenzeitlich im Neuen Palais in Potsdam einquartiert und stand zeitweise auch in Golm. Reymanns Truppen waren bald eingeschlossen und gerieten von Norden und Süden unter Druck der Roten Armee. Bis zum 27. April konnte diese den südlichen Teil der Stadt bis zur Havel einnehmen. Gleichzeitig war im Südwesten die 12. Armee zu einer Offensive angetreten und erreichte am 28. April die Linie Beelitz-Ferch. Nachdem man sich über Funk koordiniert hatte, gelang es Reymanns Truppen sich zur 12. Armee zurückzuziehen. Die Ausbruchsoperation wurde dabei nicht von Reymann selbst, sondern vom Stab der Infanterie-Division Friedrich Ludwig Jahn unter Oberst Franz Weller geleitet. Im Verband der 12. Armee erfolgte ab dem 1. Mai der Rückzug zur Elbe, wo die Masse der Truppen in US-amerikanische Gefangenschaft gingen.
Reymann selbst kam in englische Kriegsgefangenschaft. Nach der Entlassung lebte er in Iserlohn.

## Auszeichnungen
- Ritterkreuz des Eisernen Kreuzes mit Eichenlaub[13]
  - Ritterkreuz am 5. April 1944
  - Eichenlaub am 28. November 1944 (672. Verleihung)
  - Deutsches Kreuz in Gold am 22. November 1941[13]

## Werk
- Ich sollte die Reichshauptstadt verteidigen! In: Damals. 16, 1984, S. 423–446.